# دونائیفتسی
شهر دونائیفتسی (به روسی: Дунаївці) در استان خملنیتسکی در کشور اوکراین واقع شده‌است. جمعیت این شهر ۱۵,۷۹۹ نفر (۲۰۲۱ تخمینی) است.